# Уики обича Земята
Уики обича Земята (УОЗ) (на английски: Wiki Loves Earth, WLE) е ежегодно международно фотографско състезание, организирано през месеците май и юни от членове на уикипедианската доброволческа общност с помощта на уикимедианските сдружения. Участниците в състезанието качват в мултимедийното хранилище на Уикипедия – Общомедия – снимки на местните обекти на природното наследство и природни пейзажи. Целта на конкурса е да се обърне внимание на защитените територии в съответните държави и снимките от тези места да бъдат предоставени под свободен лиценз, позволяващ многократната им употреба не само в Уикипедия и сродните ѝ проекти, но и извън Уикипедия – завинаги и от всекиго.
Първото състезание „Уики обича Земята“ се провежда като пилотен проект през 2013 година в Украйна по предложение на етнографа Йевхен Букет. През следващите години състезанието добива международна популярност и започва да се провежда и в други държави. През 2014 година в конкурса участват общо 16 страни, включително и такива извън Европа. Изданието на „Уики обича Земята“ през 2015 година привлича над 8,500 участници от 26 страни с над 100 000 качени снимки. През 2015 година за първи път като страна-участничка в конкурса се включва и България със 119 участника и малко над 1600 снимки. Голямата награда на международния етап на състезанието през 2015 година е спечелено от Пакистан със снимка на курорта „Шангрила“.
„Уики обича Земята“ е сродно състезание на състезанието „Уики обича паметниците“, което също е международно фотографско състезание на уикимедианските общности, провеждано през месец септември. Фокусът на „Уики обича паметниците“ (УОП) е върху историческите паметници и паметниците на културното наследство. Според Книгата на рекордите на Гинес, УОП е най-голямото фотографско състезание в света.